# 시즈키정
시즈키정(志筑町)은 효고현 쓰나군에 설치되었던 정이다. 현재의 아와지시에 해당한다.